# Gibbosoplites guineensis
Gibbosoplites guineensis là một loài tò vò trong họ Ichneumonidae.